# 陆桂华
陆桂华（1962年6月—），浙江东阳人，男，汉族，中华人民共和国政治人物。1982年8月参加工作，1998年2月加入中国民主同盟。华东水利学院陆地水文专业本科毕业，爱尔兰国立大学工程水文专业硕士学位，河海大学水文学及工程水文专业在职博士学位。
1978年9月进入华东水利学院本科学习，毕业留校任教。1989年3月获爱尔兰国立大学硕士学位，1997年12月获河海大学博士学位。1989年4月，任河海大学讲师、副教授。1997年4月至1998年5月，在水利部科技司交流。1998年1月，任河海大学科技处副处长、科学研究院常务副院长、教授、博导。2004年1月，任江苏省水利厅副厅长。2007年5月，任江苏省水利厅副厅长、民盟江苏省委副主委。2015年5月，任江苏省水利厅巡视员。同年11月，任水利部南水北调规划设计管理局局长。2016年7月，任水利部副部长。2018年1月，当选第十三届全国政协委员。2022年8月，不再担任水利部副部长。